# Stadsprijs Geraardsbergen 1944
De 13e editie van de Belgische wielerwedstrijd Stadsprijs Geraardsbergen werd verreden op 31 augustus 1944. De start en finish vonden plaats in Geraardsbergen. De winnaar was Joseph Moerenhout, gevolgd door Briek Schotte en Emiel Faignaert.

## Uitslag
| Stadsprijs Geraardsbergen 1944 |                    |                           |      |
| Plaats                         | Naam               | Ploeg                     | Tijd |
| Winnaar                        | Jospeh Moerenhout  | Dilecta-Wolber            |      |
| 2                              | Briek Schotte      | Helyett-Hutchinson        |      |
| 3                              | Emiel Faignaert    | Lucien Michard-Hutchinson |      |
| 4                              | Adolf Braeckeveldt | individueel               |      |
| 5                              | Sylvain Grysolle   | individueel               |      |
| 6                              | Marcel Boumon      | Lucien Michard-Hutchinson |      |
| 7                              | Michel Van Elsué   | individueel               |      |
| 8                              | René Adriaenssens  | Lucien Michard-Hutchinson |      |
| 9                              | Frans Holbrecht    | individueel               |      |
| 10                             | Camille Beeckman   | individueel               |      |

1912 · 1913 · 1914–1926 · 1927 · 1928–1932 · 1933 · 1934 · 1935 · 1936 · 1937 · 1938 · 1939 · 1940 · 1941 · 1942 · 1943 · 1944 · 1945 · 1946 · 1947 · 1948 · 1949 · 1950 · 1951 · 1952 · 1953 · 1954 · 1955 · 1956 · 1957 · 1958 · 1959 · 1960 · 1961 · 1962 · 1963 · 1964 · 1965 · 1966 · 1967 · 1968 · 1969 · 1970 · 1971 · 1972 · 1973 · 1974 · 1975 · 1976 · 1977 · 1978 · 1979 · 1980 · 1981 · 1982 · 1983 · 1984 · 1985 · 1986 · 1987 · 1988 · 1989 · 1990 · 1991 · 1992 · 1993 · 1994 · 1995 · 1996 · 1997 · 1998 · 1999 · 2000 · 2001 · 2002 · 2003 · 2004 · 2005 · 2006 · 2007 · 2008 · 2009 · 2010 · 2011 · 2012 · 2013 · 2014 · 2015 · 2016 · 2017 · 2018 · 2019 · 2020 · 2021 · 2022